# داود و لیلا
داود و لیلا یا دیوید اند لیلا (به انگلیسی: David & Layla) یک فیلم مستقل کمدی ساخت آمریکا است.
داود و لیلا محصول کمپانی فیلمسازی نوروز فیلمز (به انگلیسی: Newroz Films) است.
فیلم بر اساس داستانی واقعی ساخته گردیده است. لیلا و داود (دیوید) واقعی نیز در فیلم نقش‌هایی کوچک دارند، و لیلای واقعی لباس لیلای در فیلم را تهیه کرد.
شعار فیلم:
کوشر با حلال آشنا می‌گردد!

## داستان فیلم
داستان در محله بروکلین از شهر نیویورک اتفاق می‌افتد.
لیلا (به بازیگری شیوا رز) یک دختر کرد عراقی از شهر حلبچه است که بستگان خود را در جریان بمباران شیمیایی این شهر توسط صدام حسین از دست داده‌است. او تازه به آمریکا آمده و ویزایش در حال انقضا است. اقوام او از ترس اینکه دولت آمریکا او را دیپورت نکند، به فکر چاره می‌افتند و «دکتر احمدی» (علیرضا فرحناکیان) که یکی از دوستان خانوادگیشان است را برای ازدواج با او در نظر می‌گیرند. اما لیلا میلی به او ندارد، اما چاره‌ای هم ندارد. لیلا به رقص و آواز علاقه دارد، اما دختری خویشتن‌دار است که پایبند رسوم کهن مسلمان قوم خویش است.
دیوید (به بازیگری دیوید مسکو) از خانواده‌ای یهودی و مرفه‌است. او فیلمبردار یکی از کانالهای تلویزیونی محلی است. دیوید و همکار فرانسوی‌اش مدام بدنبال سوژه‌های سکسی، و علاقه زیادی به دختربازی دارند. دیوید بر خلاف والدینش زیاد علاقه‌ای به دین و مذهب ندارد. او نیز نامزدی دارد، اما زیاد با نامزد خود جوش نمی‌خورد.
تا اینکه روزی دیوید در حین کار و تهیه گزارش، لیلا را در عبور از خیابان می‌بیند و مدهوش زیبایی او می‌گردد. چندی می‌گذرد و باز دیوید و لیلا به همدیگر تصادفی برخورد می‌کنند و شعله علاقه لیلا در وجود دیوید زبانه می‌کشد. او دیوانه لیلا می‌شود و آخر سر از روانپزشک درمی‌آورد. دیوید رفته رفته به حدی مجنون لیلا می‌گردد که «همانند مجنون» شبانه از دیوار خانه لیلا بالا می‌رود تا به لیلا ابراز علاقه خود را از پنجره اعلام کند. او در این جریان از نردبان سقوط کرده و زخمی می‌شود، اما باز از هدف خود دست‌بردار نیست، ولی دایی لیلا او را از منزلش به بیرون می‌اندازد.
دیوید از آنجا که جوانیست که به سکس علاقه وافر دارد، در اوایل علاقه‌اش به لیلا جنبه بیشتر شهوانی دارد، اما رفته رفته شیفته فرهنگ و شخصیت لیلا می‌گردد، و در بدست آوردن لیلا راسخ‌تر شده و جدی‌تر به وی علاقه‌مند می‌شود. آنها سعی می‌کنند پدر و مادر دیوید را با لیلا آشنا کنند، اما پدر و مادر لیلا با لیلا در مورد بحث نزاع اسرائیل و فلسطین درگیر می‌شوند، و این دیدار منجر به شکست می‌شود. اتفاق مشابهی در دیدار دیوید از خانواده لیلا رخ می‌دهد. باز، اختلاف سر دعواهای سیاسی بین یهودیان و مسلمانان و سیاست وابسته به آن است.

لیلا برای عمهٔ خود که در حال نان درست کردن است به زبان کردی شعر می‌خواند.

دیوید نهایتاً متوجه می‌شود که برای بدست آوردن معشوقه‌اش مجبور است با او ازدواج کند. دیوید از لیلا خواستگاری می‌کند، اما لیلا این شرط را می‌گذارد که دیوید برای ازدواج باید مسلمان شود، حتی اگر فقط لفظی باشد. دیوید نهایتاً می‌پذیرد. اما این تصمیم دیوید سخت پدر و مادرش را آزرده می‌کند، و آنها او را طرد می‌کنند. اما دو معشوق جوان مصممند که این دیوار جدایی بین یهودیان و مسلمانان را از سر راه عشق به یکدیگر بردارند، لذا به فکر چاره می‌افتند، و تصمیم می‌گیرند که دیوید زبانی مسلمان شود تا مورد مقبول اقوام لیلا گردد، و از طرفی به والدین دیوید بگویند که دیوید سهواً به اسلام گرویده و در دل خود یهودی باقی خواهد ماند. این نقشهٔ آنها می‌گیرد، و هر دو با تمرکز روی مشترکات یهودیان و مسلمانان (مثلاً «مگر ما همه فرزندان ابراهیم نیستیم؟» یا «مترجم قرآن به انگلیسی یک یهودی‌الاصل بوده»، یا «اگر انشتین یهودی بوده، خوارزمی نیز مسلمان») موفق به رفع تدریجی موانع ازدواج خویش می‌شوند.
رفته رفته خانواده‌های هر دو طرف تسلیم عشق و علاقهٔ لیلا و داود به یکدیگر می‌شوند، و پیوند آن دو را با هم می‌پذیرند، و حاضر می‌شوند از موقعیت‌ها و ابراز اعتقادات سیاسی خود به نفع این وصلت چشم‌پوشی کنند. در صحنه نهایی فیلم، یهودیان و مسلمانان در مراسم ازدواج لیلا و داوود با هم در حال رقصند.

## جوایز
این فیلم منتخب رسمی ۱۸ فستیوال سینمایی در جهان بود (از جمله ۳ فستیوال در اسرائیل)، و تعداد ۵ جایزه را از آن خود گردانید.
روزنامه اسرائیلی جروزالم پست این فیلم (که با بودجه‌ای ناچیز ساخته شده است) را با فیلم My Big Fat Greek Wedding قیاس کرد.